# 1046 Едвін
1046 Едвін (1046 Edwin) — астероїд головного поясу, відкритий 1 грудня 1924 року.
Тіссеранів параметр щодо Юпітера — 3,240. Діаметр - близько 30 км.